# Barakat al-Harthi
Pour les articles homonymes, voir Barakat.
Barakat Mubarak al-Harthi (né le 15 juin 1988 à Ibra) est un athlète omanais, spécialiste du sprint.

## Carrière
Son record sur 100 m est de 10 s 26 obtenu à Canton (Chine) le 21 novembre 2010 (médaille de bronze aux Jeux asiatiques) tandis que sur 200 m, il a réalisé 20 s 99 à Usti nad Labem en 2009. 
Demi-finaliste aux Championnats du monde en salle à Doha en 2010, il a participé aux Championnats du monde à Berlin en 2009, réalisant 10 s 41 en séries. Il détient le record national du relais 4 × 100 m en 39 s 51 à La Mecque le 3 avril 2011 (Fahad al-Jabri, Abdullah al-Sooli, Yahya al-Noufali, Barakat al-Harthi). En décembre 2011, il remporte la médaille d'or sur 100 m des Jeux panarabes après la disqualification pour dopage du Qatari Femi Ogunode. Il porte son record à 10 s 17 à Manama le 17 octobre 2011 et deux jours après à 20 s 77 sur 200 m dans la même ville. 
Il court en 10 s 29 le 6 septembre 2014 à Cracovie. Le 4 juin 2015 à Wuhan il est finaliste en 10 s 29 lors des Championnats d'Asie d'athlétisme 2015.
Le 9 juin 2016, il porte le record national à 10 s 05 à Stara Zagora, ce qui lui donne le minima pour les Jeux olympiques de Rio.
Lors des Championnats de l'Asie mineure à Amman, le 9 juillet 2018, il devient le premier Arabe à descendre sous les 10 secondes en courant en 9 s 97, nouveau record national. Lors des Jeux asiatiques de Jakarta, dont il est candidat au podium grâce à son chrono, il échoue en demi-finale en 10 s 33, éliminé aux millièmes par le Coréen Kim Kuk-young pour la dernière place en finale.

## Palmarès
| Date | Compétition                     | Lieu         | Résultat | Épreuve   | Temps   |
| ---- | ------------------------------- | ------------ | -------- | --------- | ------- |
| 2009 | Championnats panarabes          | Damas        | 3e       | 100 m     | 10 s 1  |
| 2009 | Championnats d'Asie             | Guangzhou    | 5e       | 100 m     | 10 s 45 |
| 2009 | Championnats d'Asie             | Guangzhou    | 8e       | 4 x 100 m | 40 s 37 |
| 2010 | Championnats d'Asie en salle    | Téhéran      | 2e       | 60 m      | 6 s 68  |
| 2010 | Jeux asiatiques                 | Guangzhou    | 3e       | 100 m     | 10 s 28 |
| 2010 | Jeux asiatiques                 | Guangzhou    | 7e       | 4 x 100 m | 40 s 02 |
| 2011 | Championnats d'Asie             | Kobe         | 6e       | 100 m     | 10 s 38 |
| 2011 | Championnats panarabes          | Al-Aïn       | 2e       | 100 m     | 10 s 27 |
| 2011 | Jeux panarabes                  | Doha         | 1er      | 100 m     | 10 s 37 |
| 2011 | Jeux panarabes                  | Doha         | 3e       | 200 m     | 21 s 22 |
| 2011 | Jeux panarabes                  | Doha         | 2e       | 4 x 100 m | 39 s 84 |
| 2013 | Championnats panarabes          | Doha         | 3e       | 100 m     | 10 s 45 |
| 2013 | Championnats d'Asie             | Pune         | 3e       | 100 m     | 10 s 30 |
| 2014 | Jeux asiatiques                 | Incheon      | 7e       | 100 m     | 10 s 29 |
| 2014 | Jeux asiatiques                 | Incheon      | 7e       | 200 m     | 21 s 17 |
| 2015 | Championnats panarabes          | Madinat 'Isa | 2e       | 100 m     | 10 s 05 |
| 2015 | Championnats panarabes          | Madinat 'Isa | 2e       | 200 m     | 20 s 66 |
| 2015 | Championnats d'Asie             | Wuhan        | 7e       | 100 m     | 10 s 29 |
| 2015 | Championnats d'Asie             | Wuhan        | 7e       | 4 x 100 m | 39 s 75 |
| 2015 | Jeux mondiaux militaires        | Mungyeong    | 1er      | 100 m     | 10 s 16 |
| 2017 | Jeux de la solidarité islamique | Bakou        | 3e       | 100 m     | 10 s 35 |
| 2017 | Jeux asiatiques en salle        | Achgabat     | 4e       | 60 m      | 6 s 67  |
| 2018 | Championnats d'Asie en salle    | Téhéran      | 5e       | 60 m      | 6 s 72  |
| 2018 | Coupe continentale              | Ostrava      | 6e       | 100 m     | 10 s 29 |
| 2019 | Championnats d'Asie             | Doha         | 3e       | 4 x 100 m | 39 s 36 |
| 2019 | Jeux mondiaux militaires        | Wuhan        | 2e       | 4 x 100 m | 39 s 51 |
| 2021 | Championnats panarabes          | Radès        | 3e       | 100 m     | 10 s 43 |
| 2022 | Jeux de la solidarité islamique | Konya        | 3e       | 100 m     | 9 s 99  |
| 2023 | Jeux panarabes                  | Oran         | 3e       | 100 m     | 10 s 37 |

## Records
| Épreuve | Épreuve   | Temps   | Lieu     | Date              |
| ------- | --------- | ------- | -------- | ----------------- |
| 60 m    | En salle  | 6 s 66  | Achgabat | 19 septembre 2017 |
| 100 m   | Plein air | 9 s 97  | Amman    | 9 juillet 2018    |
| 200 m   | Plein air | 20 s 77 | Manama   | 19 octobre 2011   |